# 1968年オーストラリア選手権 (テニス)
1968年 オーストラリア選手権（1968ねんオーストラリアせんしゅけん、1968 Australian Championships）は、オーストラリア・メルボルン市内にある「クーヨン・テニスクラブ」にて、1968年1月19日から29日まで開催された。

## 大会の流れ
- テニス4大大会にプロ選手の出場を解禁する「オープン化措置」が実施される前、アマチュアテニス選手によって行われた最後のイベントである。そのため、大会名称は「1968年全豪テニス選手権」となっており、現在のような「全豪オープン」になるのは1969年からである。この点は間違えやすく、注意を要する。
- 男子シングルス・女子シングルスとも「62名」の選手による6回戦制で行われ、2人の第1シードのみに「1回戦不戦勝」（抽選表では“Bye”と表示）があった。
- シード選手は男子16名、女子14名。男女とも変則的なドローシート（抽選表）を組み、奇数シード番号に2人ずつを割り当てた。（男子第11シードの1人が、直前に欠場したと考えられる。）

## シード選手

### 男子シングルス
- 1. 　ビル・ボウリー　（初優勝）
- 1. 　フアン・ヒスベルト　（準優勝）
- 3. 　マニュエル・オランテス　（ベスト8）
- 3. 　レイ・ラッフェルズ　（ベスト4）
- 5. 　バリー・フィリップス・ムーア　（ベスト4）
- 5. 　グラハム・スティルウェル　（2回戦）
- 7. 　マイケル・ベルキン　（ベスト8）
- 7. 　ディック・クリーリー　（ベスト8）
- 9. 　アラン・ストーン　（3回戦）
- 9. 　ピーター・カーティス　（1回戦）
- 11. 　スタリョ・スギアルト　（2回戦）
- 13. 　ゴンド・ウィジョヨ　（1回戦）
- 13. 　フィル・デント　（ベスト8）
- 15. 　神和住純　（2回戦）
- 15. 　レイ・ケルディー　（3回戦）

### 女子シングルス
- 1. 　レスリー・ターナー　（ベスト4）
- 1. 　ビリー・ジーン・キング　（初優勝）
- 3. 　ジュディ・テガート　（ベスト4）
- 3. 　ロージー・カザルス　（ベスト8）
- 5. 　キャスリーン・ハーター　（ベスト8）
- 5. 　ケリー・メルビル　（3回戦）
- 7. 　マーガレット・スミス・コート　（準優勝）
- 7. 　メアリー・アン・アイゼル　（3回戦）
- 9. 　カレン・クランツケ　（ベスト8）
- 9. 　エレナ・スビラッツ　（ベスト8）
- 11. 　アダ・バッカー　（1回戦）
- 11. 　ゲイル・シェリフ　（3回戦）
- 13. 　ロレイン・ロビンソン　（1回戦、不戦敗）
- 13. 　ヘレン・グーレイ　（1回戦）

## 大会経過

### 男子シングルス
準々決勝
- ビル・ボウリー vs.  マイケル・ベルキン　16-14, 6-3, 6-3
- バリー・フィリップス・ムーア vs.  マニュエル・オランテス　6-1, 4-6, 6-3, 4-6, 6-1
- レイ・ラッフェルズ vs.  フィル・デント　1-6, 6-2, 6-1, 3-6, 6-0
- フアン・ヒスベルト vs.  ディック・クリーリー　6-4, 10-12, 7-5, 7-5

準決勝
- ビル・ボウリー vs.  バリー・フィリップス・ムーア　10-8, 6-4, 7-5
- フアン・ヒスベルト vs.  レイ・ラッフェルズ　10-8, 3-6, 6-2, 6-3

### 女子シングルス
準々決勝
- レスリー・ターナー vs.  キャスリーン・ハーター　3-6, 6-2, 6-2
- マーガレット・スミス・コート vs.  ロージー・カザルス　6-0, 6-2
- ジュディ・テガート vs.  カレン・クランツケ　4-6, 10-8, 6-3
- ビリー・ジーン・キング vs.  アストリッド・スーベック　6-1, 6-2

準決勝
- マーガレット・スミス・コート vs.  レスリー・ターナー　6-3, 6-2
- ビリー・ジーン・キング vs.  ジュディ・テガート　4-6, 6-1, 6-2

## 決勝戦の結果
- 男子シングルス： ビル・ボウリー vs.  フアン・ヒスベルト　7-5, 2-6, 9-7, 6-4
- 女子シングルス： ビリー・ジーン・キング vs.  マーガレット・スミス・コート　6-1, 6-2
- 男子ダブルス： ディック・クリーリー＆ アラン・ストーン vs.  テリー・アディソン＆ レイ・ケルディー　10-8, 6-4, 6-3
- 女子ダブルス： カレン・クランツケ＆ ケリー・メルビル vs.  レスリー・ターナー＆ ジュディ・テガート　6-4, 3-6, 6-2
- 混合ダブルス： ディック・クリーリー＆ ビリー・ジーン・キング vs.  アラン・ストーン＆ マーガレット・スミス・コート　不戦勝